# Le Caule-Sainte-Beuve
Le Caule-Sainte-Beuve és un municipi francès situat al departament del Sena Marítim i a la regió de Normandia. L'any 2007 tenia 392 habitants.

## Demografia

### Població
El 2007 la població de fet de Le Caule-Sainte-Beuve era de 392 persones. Hi havia 149 famílies de les quals 31 eren unipersonals (21 homes vivint sols i 10 dones vivint soles), 52 parelles sense fills, 63 parelles amb fills i 3 famílies monoparentals amb fills.
La població ha evolucionat segons el següent gràfic:
Habitants censats

### Habitatges
El 2007 hi havia 196 habitatges, 156 eren l'habitatge principal de la família, 36 eren segones residències i 4 estaven desocupats. Tots els 196 habitatges eren cases. Dels 156 habitatges principals, 125 estaven ocupats pels seus propietaris, 27 estaven llogats i ocupats pels llogaters i 3 estaven cedits a títol gratuït; 3 tenien dues cambres, 17 en tenien tres, 58 en tenien quatre i 78 en tenien cinc o més. 145 habitatges disposaven pel capbaix d'una plaça de pàrquing. A 72 habitatges hi havia un automòbil i a 74 n'hi havia dos o més.

### Piràmide de població
La piràmide de població per edats i sexe el 2009 era:
| Homes | Edats   | Dones |
| ----- | ------- | ----- |
| 0     | 95 o +  | 0     |
| 0     | 90 a 94 | 0     |
| 0     | 85 a 89 | 8     |
| 0     | 80 a 84 | 4     |
| 4     | 75 a 79 | 4     |
| 12    | 70 a 74 | 4     |
| 4     | 65 a 69 | 12    |
| 12    | 60 a 64 | 16    |
| 24    | 55 a 59 | 20    |
| 0     | 50 a 54 | 16    |
| 8     | 45 a 49 | 8     |
| 20    | 40 a 44 | 12    |
| 16    | 35 a 39 | 12    |
| 16    | 30 a 34 | 12    |
| 20    | 25 a 29 | 24    |
| 8     | 20 a 24 | 8     |
| 8     | 15 a 19 | 20    |
| 8     | 10 a 14 | 8     |
| 24    | 5 a 9   | 12    |
| 0     | 0 a 4   | 16    |

## Economia
El 2007 la població en edat de treballar era de 249 persones, 195 eren actives i 54 eren inactives. De les 195 persones actives 181 estaven ocupades (105 homes i 76 dones) i 14 estaven aturades (3 homes i 11 dones). De les 54 persones inactives 18 estaven jubilades, 19 estaven estudiant i 17 estaven classificades com a «altres inactius».

### Ingressos
El 2009 a Le Caule-Sainte-Beuve hi havia 176 unitats fiscals que integraven 442,5 persones, la mediana anual d'ingressos fiscals per persona era de 15.898 €.

### Activitats econòmiques
Dels 18 establiments que hi havia el 2007, 1 era d'una empresa de fabricació d'altres productes industrials, 6 d'empreses de construcció, 5 d'empreses de comerç i reparació d'automòbils, 1 d'una empresa de transport, 2 d'empreses d'informació i comunicació, 1 d'una empresa financera, 1 d'una empresa immobiliària i 1 d'una entitat de l'administració pública.
Dels 6 establiments de servei als particulars que hi havia el 2009, 1 era un taller de reparació d'automòbils i de material agrícola, 2 paletes, 1 fusteria, 1 lampisteria i 1 electricista.
Dels 2 establiments comercials que hi havia el 2009, 1 era una botiga de més de 120 m² i 1 una botiga de mobles.
L'any 2000 a Le Caule-Sainte-Beuve hi havia 22 explotacions agrícoles que ocupaven un total de 845 hectàrees.

## Equipaments sanitaris i escolars
El 2009 hi havia una escola elemental integrada dins d'un grup escolar amb les comunes properes formant una escola dispersa.

## Poblacions més properes
El següent diagrama mostra les poblacions més properes.